# 4 Regiment Pieszy Buławy Wielkiej Koronnej

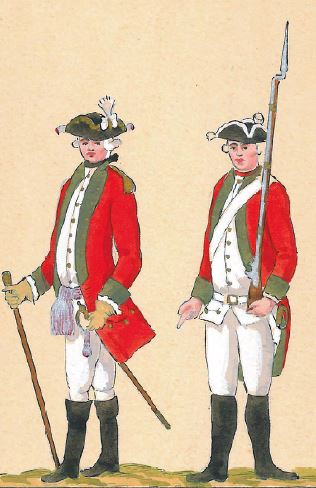
Żołnierze regimentu Buławy Wielkiej Koronnej w 1775

4 Regiment Pieszy Buławy Wielkiej Koronnej – oddział piechoty armii koronnej wojska I Rzeczypospolitej.

## Formowanie i zmiany organizacyjne
Uchwalony na sejmie 1717 roku komput wojska koronnego przewidywał zorganizowanie regimentu buławy wielkiej koronnej w sile 900 porcji. Faktyczny stan regimentu w 1719 roku wynosił 612 żołnierzy, w tym 132 oficerów i podoficerów i 480 szeregowych. Najbardziej okazałych żołnierzy dobierano do kompanii grenadierskich. Z każdych dziesięciu żołnierzy wybierano też starszego szeregowego (gefrajtera). Podoficerów mianował szef regimentu spośród zaproponowanych przez kapitanów żołnierzy wyróżniających się i piśmiennych, a oficerów mianował hetman na wniosek szefa jednostki.
W 1755 roku liczył 458 żołnierzy, w tym 378 szeregowych.
Sejm roku 1776 ułożył nowy etat wojska, zmieniając znacznie jego strukturę. Regiment miał liczyć 8 kompanii, a w sumie 467 żołnierzy. W 1786 roku liczył 467 żołnierzy, a praktycznie 437.  Wchodził w skład Dywizji Małopolskiej.
W 1786 roku wprowadzono numeracje regimentów piechoty od 1 do 14. Regiment gwardii pozostał bez numeru. 
Reformy Sejmu Wielkiego zwiększyły stany polskiej piechoty w poszczególnych regimentach. Etaty z października 1789 i maja 1792 roku zakładały istnienie regimentu składającego się z dwunastu kompanii uszykowanych w trzy bataliony, w tym jeden grenadierski i dwa fizylierskie. W praktyce nigdy takiej organizacji nie osiągnięto. W przededniu wojna w obronie Konstytucji 3 maja 4 regiment piechoty buławy wielkiej koronnej szefostwa Franciszka Branickiego liczył 1315 żołnierzy.
W okresie powstania kościuszkowskiego posiadał na uzbrojeniu 396 pistoletów, 601 szabel i 640 pik.

### Liczebność regimentu
Etatowe i faktyczne zmiany liczebności regimentu po 1777 roku przedstawiały się następująco:	
- etat z 1777 — 467 żołnierzy
- faktycznie V 1786 — 455 żołnierzy
- etat z 8 X 1789 — 2153 żołnierzy
- etat tymczasowy z 22 I 1790 — 1440 żołnierzy
- etat wojenny 22 V 1792 — 2169 żołnierzy
- faktycznie 9 VI 1792 — 1315 żołnierzy
- faktycznie IX 1793 — 946 żołnierzy
- etat z 1 III 1794 — 419 żołnierzy
- faktycznie III 1794 — ok. 900 żołnierzy

Liczebność regimentu w 1792 roku wynosiła 1313 osób, w marcu 1794 roku 900, w maju 874, a we wrześniu 1204 żołnierzy.

### Regiment w powstaniu kościuszkowskim
W marcu 1794 stan regimentu wynosił koło 900 żołnierzy.

Po przegrupowaniu się na lewy brzeg Wisły, pod koniec maja liczył 874 żołnierzy. Jeden z jego batalionów prawdopodobnie uczestniczył w bitwie pod Szczekocinami wystawiając  437 ludzi. 6 sierpnia w obu batalionach było 666 głów, czyli do stanu etatowego brakowało mu 734 żołnierzy. 

Po zwinięciu oblężenia Warszawy podporządkowano regimentowi batalion milicji sandomierskiej w sile 538 głów.  Stał się on jego III batalionem a dowództwo nad nim objął major Wacław Lewicki. W batalionie służyli: kpt. Cetys, por. Ostrowicki, ppor. Kamiński, ppor. Rokossowski i chor. Korzeniewski.
Dwa bataliony regimentu wzięły udział w wyprawie wielkopolskiej gen. lejtn. Dąbrowskiego. W tym czasie łącznie liczyły 664 ludzi. III batalion, wraz z pozostałościami I i II, został odkomenderowany na Pragę i 2 listopada liczył 664 żołnierzy. Z końcem września wszystkie trzy bataliony posiadały 1204 żołnierzy. Do nowego etatu brakowało 956 ludzi. Na uzbrojeniu regiment posiadał 987 karabinów.
Żołnierze regimentu
W okresie powstania jednostką dowodził płk Jan Kanty Karwowski. Jego zastępcą był ppłk Jan Andrzej Dulfuss. Pierwszym majorem był Wacław Lewicki, drugim – Jakub Ostrowicki. W kompaniach służyli między innymi: kpt. Aleksander Korzeniewski, kpt. Walerian Poklękowski, ppor. Felicjan Bieniewski i chor. Ignacy Strzemiński.

## Chorągiew
Chorągiew 2 batalionu z 1792 roku
Bławat z tkaniny żółtej jedwabnej, wysokość wzdłuż drzewca 100 cm, szerokość 114 cm. Orzeł Polski, trzymający w szponach prawej nogi miecz, berło w lewej. Napis u góry: "Regiment 4. piechoty", pod orłem: "Batalion 2". Na czterech rogach gorejące granaty o jednym płomieniu. Wkoło chorągwi po brzegach ornament. Wszystkie napisy, ozdoby i orzeł haftowane nićmi srebrnymi. Chorągiew jednostronna. Podług tradycji znajdowała się w 1831 roku znajdowała się przy 4 pułku piechoty liniowej, a przez członków rodziny Bogusławskich złożona została do Gabinetu Archeologicznego przy Uniwersytecie Jagiellońskim w Krakowie.

## Barwa regimentu
W okresie panowania Sasów, w stosunku do poprzedniego okresu, mundurowanie piechoty polskiej zmieniło się całkowicie. Zniesiono używane dotychczas niebieskie mundury kroju polskiego, a strój żołnierzy upodobniono do saskiego.
Mundur oficerów regimentu składał się z pąsowej kurtki sukiennej z wyłogami wyłogami zielonymi, naramiennikami złotymi, guzikami żółtymi, białej kamizelki, białych spodni i kamaszy, czarnego kapelusza i trzewików. W okresie od 1 maja do 31 października używano spodni czarnych, zakazano natomiast noszenia spodni płóciennych, które poprzednio były w użyciu. Mundury podoficerów i szeregowych były podobne do oficerskich, z tym że noszono zamiast kamaszy białe pończochy wełniane. Latem podoficerowie i szeregowi używali spodni płóciennych, białych. Pasy skórzane z mosiężnymi klamrami.  Płaszcze sukienne w kolorze czerwonym wydawano tylko po dwa dla kompanii na lat sześć, a służyły one wyłącznie wartownikom w okresie od 15 października do 30 kwietnia. Każdy żołnierz nosił tornister i patrontasz z czerwonej skóry. Zarówno oficerowie, jak podoficerowie i szeregowi nosili harcapy przewiązane czarną wstążką.
W stroju tym w drugiej połowie XVIII w. zaszły pewne zmiany. Wzorem innych armii zamiast długich kurtek wprowadzono krótkie z rabatami, kapelusze zaś zastąpiły sztywne kaszkiety z blachą mosiężną zawierającą inicjały monarchy.
- po 1776: wyłogi ciemnozielone, guziki złote[23]

W roku 1789  zmieniono poważnie krój i kolor mundurów piechoty. Składał on się z kurtki zimowej koloru granatowego z wyłogami zielonymi, naramiennikami złotymi, Lejbika białego ze stojącym kołnierzem, w lecie koletu sukiennego w kolorze białym z wykładkami podobnymi do wyłogów, zapinanego na guziki żółte od dołu do góry, długich białych spodni wkładanych do butów kroju węgierskiego, wysokich do kolan i wyciętych z tyłu, a wreszcie z kołpaka okrągłego filcowego, wysokiego na około 30 cm, z sukiennym wierzchem pąsowym, daszkiem i blachą mosiężną z orłem. Żołnierze nosili poza tym halsztuki i naramiennik z czarnej szmelcowanej blachy z nicianym kutasem, jako strój zaś koszarowy — kitle i furażerki. Mundury były o wiele wygodniejsze i pozwalały na większą swobodę ruchów. Strój oficerów różnił się barankowym czarnym obszyciem czapek i galonami. Roczny koszt umundurowania piechura (wraz z przymunderunkiem) wynosił 111 zł.
- podczas insurekcji kościuszkowskiej: wyłogi zielone, guziki złote[23].

## Uzbrojenie
Uzbrojenie żołnierza piechoty składało się z karabinu skałkowego z bagnetem oraz pałasza noszonego na czerwonym rzemieniu juchtowym. Podoficerowie mieli pistolety, pałasze i tzw. kurcgewery, będących raczej oznaką władzy niż bronią. Oficerowie mieli pistolety i szpady. Cała broń palna i częściowo biała była pochodzenia saskiego. Uzbrojenie to zakupywano na dziesięć lat. W każdej kompanii znajdowały się dwa karabiny zapasowe. W 1775 roku ujednolicono uzbrojenie podoficerów i szeregowych, odbierając tym pierwszym broń krótką, a oficerom pozostawiając jedynie szpady.

## Żołnierze regimentu
Regimentem dowodził zazwyczaj pułkownik. Stanowisko szefa regimentu, związane z wielkimi poborami, było najczęściej uważane za synekurę. Szefowie posiadali prawo fortragowania (przedstawiania do awansu) oficerów. Do 1790 roku w sztabie służyło dziesięciu oficerów. Byli to: szef regimentu, pułkownik, podpułkownik, major, regimentskwatermistrz, adiutant, audytor i regimentsfelczer. Szefa i pułkownika w dowodzeniu kompaniami zastępowali kapitanowie sztabowi. W kompaniach było pięciu kapitanów, ośmiu poruczników i ośmiu chorążych. Zatem w regimencie znajdowało się 30 oficerów wyłączając kapelana
.
W 1790 roku pojawił się drugi major i trzeci kapitan sztabowy, ośmiu podporuczników i drugi adiutant. Podniosło to liczbę oficerów do 40 osób.
Szefowie regimentu:
- Adam Mikołaj Sieniawski (30 kwietnia 1706 zm. 18 lutego 1726),
- Stanisław Chomętowski (11 października 1726 zm. 2 września 1728),
- Jan Klemens Branicki (5 czerwca 1752 zm. 9 października 1771),
- wakat przez 1,5 roku,
- Wacław Rzewuski (9 kwietnia 1773 do 16 lutego 1774),
- Franciszek Ksawery Branicki (od 8 lutego 1774 do 1793)

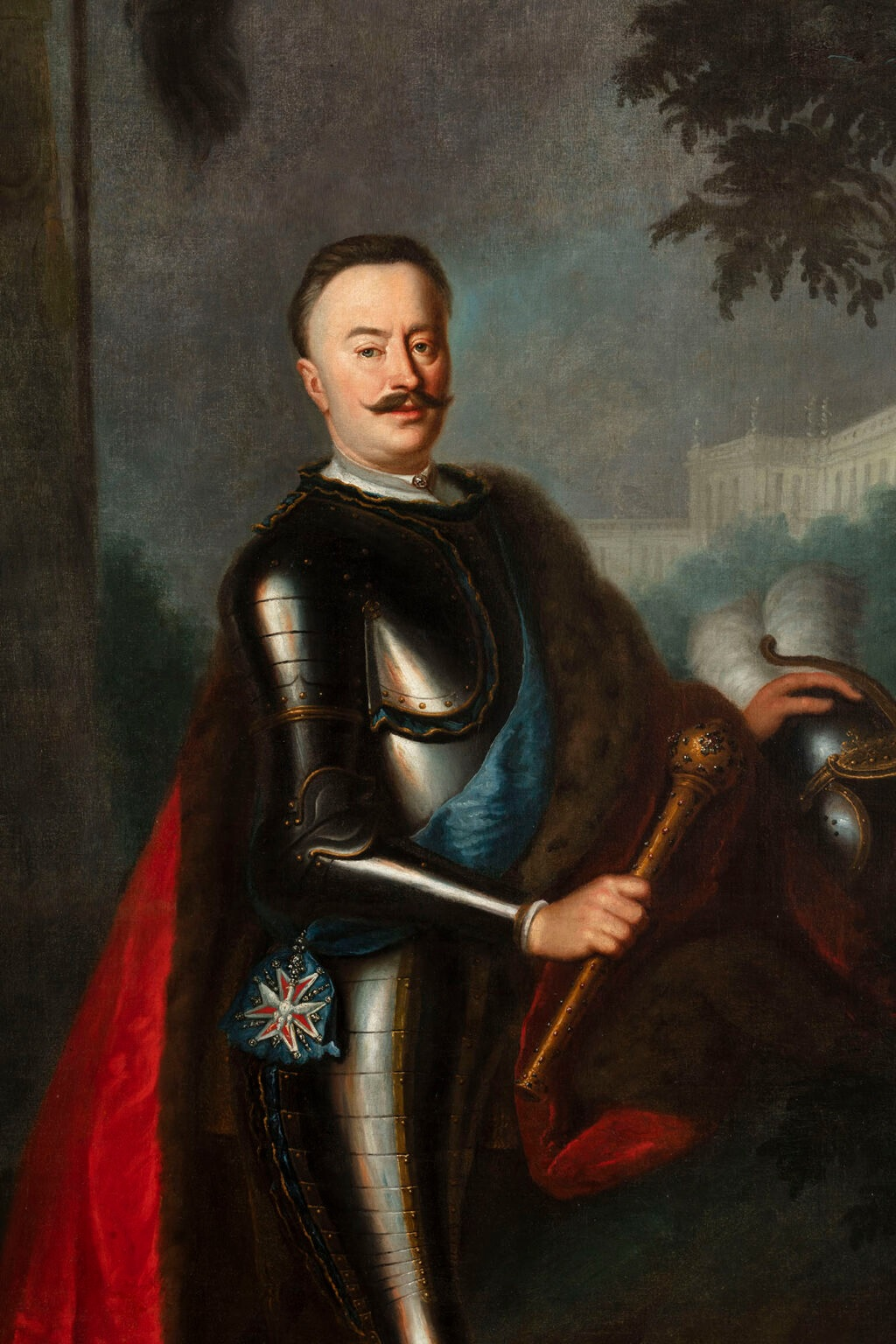
Jan Branicki
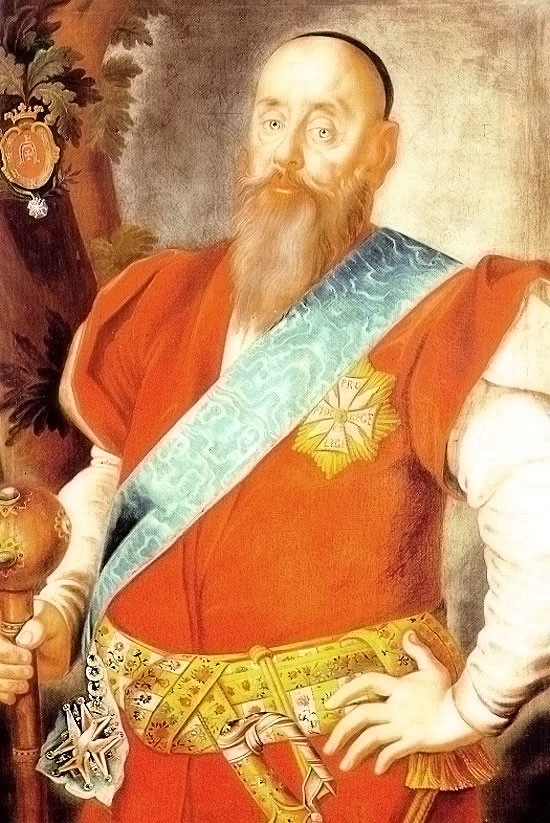
Wacław Rzewuski
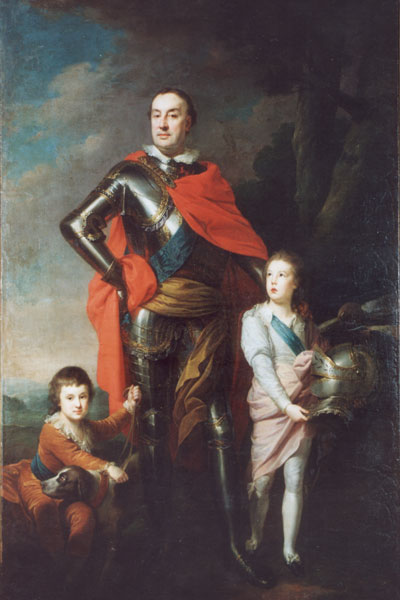
Franciszek Branicki

Pułkownicy
- gen. Barącz (1718),
- gen. mjr Kamiński (1750–1762),
- gen. mjr Bernard de Pugget (1767),
- gen. mjr Felicjan Korytowski (1 lipca 1770–1790),
- Karwowski (25 maja 1790),
- Karol Morawski 1792
- kpt. Poklękowski,

Oficerowie
- kpt. Krzyżewski

## Walki regimentu
4 Regiment Pieszy uczestniczył w 1792 w VII wojnie polsko-rosyjskiej toczonej w obronie Konstytucji 3 Maja. Stan osobowy: 1515 ludzi. Szef: hetman wielki koronny Piotr Ożarowski. Stan osobowy: 900 ludzi.
Bitwy i potyczki:

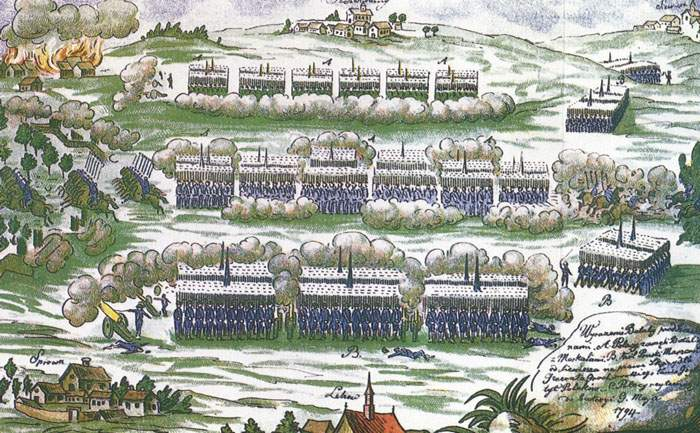
Bitwa pod Szczekocinami

- pod Zieleńcami (17 czerwca 1792),
- Dubniki (7 lipca 1792),
- pod Szczekocinami (6 czerwca 1794),
- Wawrzyszew (26 sierpnia),
- Bielany (1 września),
- Praga (4 listopada)

## Hierarchia regimentu
Nazwa regimentu odzwierciedlała fakt, iż szefem jednostki miał być każdorazowo hetman wielki koronny. Zasadę tę złamano po śmierci hetmana wielkiego koronnego Adama Mikołaja Sieniawskiego w 1726, w którym to roku przechodzi pod szefostwo hetmana polnego koronnego do 1752 roku. Jego następca Stanisław Rzewuski, dotychczasowy hetman polny i szef Regimentu Pieszego Buławy Polnej Koronnej, zabrał na nowe stanowisko swój regiment. Tym samym dotychczasowy Regiment Pieszy Buławy Wielkiej Koronnej spadł na miejsce Regimentu Pieszego Buławy Polnej Koronnej.
Powrócił na należne mu miejsce w 1751, by w 1790 znów zostać wyprzedzonym przez Regiment Czapskiego. Według Gembarzewskiego numer 4 otrzymał w 1789 i utrzymał do końca swojego istnienia, tzn. do 1795. 
Schemat
- regiment pieszy buławy wielkiej koronnej (... 1717–1726) → regiment pieszy buławy polnej koronnej  (1726–1751) → regiment pieszy buławy wielkiej koronnej  (1751–1786) → regiment 3 pieszy buławy wielkiej koronnej  (1786–1990) → regiment 4 pieszy buławy wielkiej koronnej  (1790–1793) → od 1793 regiment 4 pieszy koronny ↘ rozformowany w 1795